# Индексация FamilySearch
Индексация FamilySearch — волонтёрский проект, который создан и управляется генеалогической организацией FamilySearch. Проект направлен на создание индексов для поиска отсканированных изображений исторических документов. Документы оформляются из коллекции более миллиарда фотографических изображений исторических документов из 110 стран. Они включают в себя переписи, свидетельства о рождении, браке и смерти, военные и имущественные записи и другие записи, взятые из архивов.
Волонтеры устанавливают бесплатное программное обеспечение на свои домашние компьютеры, загружают изображения с сайта, вводят данные с изображений с помощью программного обеспечения, и отправляют свои работы обратно на сайт. Данные делаются публичными и свободно доступными на сайте FamilySearch для использования в генеалогическом исследовании.
Индексация в FamilySearch началась в 2006 году, и более миллиарда записей добавлены на сайт.
До декабря 2008 года индексация проекта FamilySearch была сосредоточена главным образом на индексации документов переписей Соединенных Штатов Америки, хотя переписи Мексики и записи актов гражданского состояния из других регионов также были проиндексированы. По состоянию на июль 2014 года, на сайте имеется 1199819448 записей; в 2014 году добавлено 96213312 записей; и по состоянию на август 2014 года, 335 проектов на многих языках из более 20 стран ожидают индексации. Для обеспечения точности, три человека проверяют каждую запись: два человека индексируют ту же запись в разное время, далее арбитр сравнивает две записи и исправляет ошибки.
Сайт FamilySearch имеет партнёрские отношения с другими генеалогическими организациями, которые осуществляют специализированные проекты индексации. Это Арканзасское генеалогическое общество, Музей истории афроамериканцев, Индианское генеалогическое общество, Огайское генеалогическое общество и генеалогическое общество Юты.